# Kyhanka
Kyhanka (Andromeda) je rod rostlin z čeledi vřesovcovitých. V Evropě se vyskytuje pouze jediný druh, kyhanka sivolistá (k. bažinná) (A. polifolia), keřík, který se nachází v rašelinných a bažinných společenstvech v chladných oblastech po celé Severní polokouli.

## Výskyt
V Evropě najdeme kyhanky od Skandinávie po jižní Francii a roztroušeně až po severní Itálii, ve východních Karpatech a v jižní oblasti středního Ruska, v Asii až po Japonsko, v Severní Americe od Aljašky po Atlantik.
V České republice je kyhanka bažinná řazena do kategorie silně ohrožených rostlin. Kyhanka bažinná se vyskytuje roztroušeně ve všech pohraničních horách, u Nových hradů, Jindřichova Hradce, v Jeseníkách a Beskydech.
V nižších polohách se nalézá například v okolí Doks pod Bezdězem.

## Významné druhy
- kyhanka sivolistá (k. bažinná) (Andromeda polifolia), původem z Evropy a Asie, severovýchodu Severní Ameriky.
- kyhanka americká (Andromeda glaucophylla), původem ze severovýchodu Severní Ameriky.

České názvy a jejich latinské protějšky jsou často vzájemně zaměňovány.

## Popis

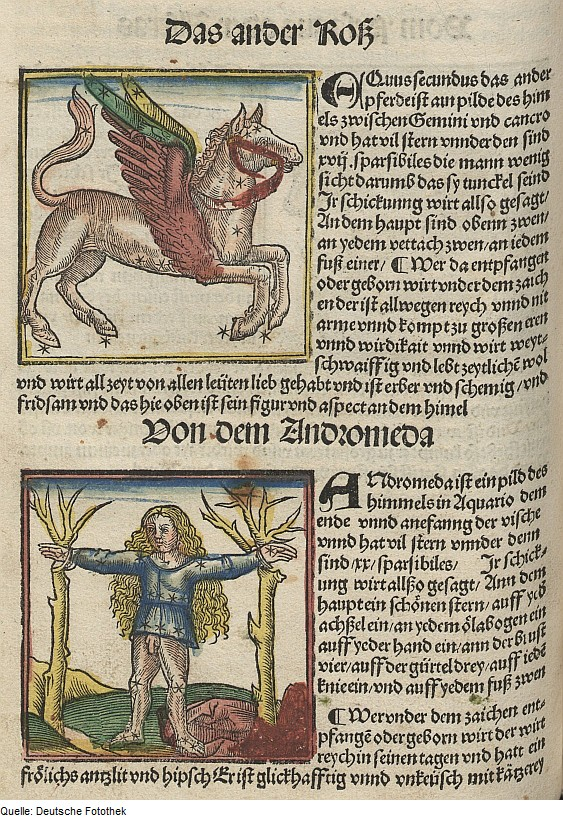
Regiomontanus, Johannes:Sternbilder Füllen und Andromeda(stylizace souhvězdí Andromeda)

Kyhanka je stálezelená rostlina rostoucí v rašeliníku, zpravidla 10–20 cm (ale vzácně až 40 cm) vysoký keř. Větvičky pokryté šedavou kůrou jsou poléhavé, obloukovitě vystoupavé málo, nebo vůbec nerozvětvené. Listy jsou neopadavé, celokrajné, 1–5 cm dlouhé a 2–8 mm krátce řapíkaté, úzké, na líci kožovitě tmavě zelené (v zimě červenající) s podvinutými okraji a stříbřitě ojíněnou spodní stranou. Květy bývají džbánkovitého tvaru až 8 cm velké, pětičetné, světlé, růžově bílé v nícím chocholíku. Kvete od května do června (ojediněle do srpna).
Plodem je 5 mm dlouhá, kulatá tobolka s množstvím semen.

## Použití
Kyhanka se vzácně používá jako okrasná dřevina do společenstev v zahradě a nebo skalek, které vytvářejí biotop blízký rašeliništi, nebo vřesovišti. Pěstování kyhanky má ovšem spíše sbírkový charakter, pro svůj růst a nenápadné kvetení rostlina není ceněna jako dekorativní. Jako okrasné rostliny jsou ale pěstovány některé kultivary s velmi výraznými květy, kompaktním růstem a širšími listy, jako je Compacta, Nana, Blue ice.
Někdy je zmiňováno použití jako aromatického čaje, nebo jako léčivé rostliny při dýchacích potížích a katarech. Toto použití není obecně rozšířeno nebo známo. Obsažené toxické látky mohou způsobit smrt.

## Pěstování
Vyžaduje světlé polohy, kyselé, stále vlhké, a na živiny chudé půdy, nejlépe s obsahem rašeliny. Množí se výsevem semene nebo hřížením výhonů. Hřížením lze získat méně, avšak větších rostlin. Kultivary je ve velkovýrobě z technických důvodů vhodné množit řízkováním. Pro řízkování lze výhony kyhanky odebírat v listopadu a prosinci a vysázet v červnu, zakořeňování při vegetativním množení podle dostupných zdrojů trvá až 15 měsíců.

## Obsah látek
Rostlina obsahuje grayanotoxin, snižující tlak krve
Grayanotoxin je jed nacházející se také v rhododendronech a jiných rostlinách rodu vřesovcovitých. Může se objevit i v medu vyrobeném z nektaru těchto keřů a je příčinou velmi vzácné otravy, nazývané opilost medem nebo otrava rhododendrony. Látka je také známa jako andromedotoxin, acetylandromedol nebo rhodotoxin.

## Etymologie
- Vědecké jméno rodu zvolil Carl Linné z Ovidiova příběhu o princezně Andromedy. Andromeda byla dcerou Kassiopeii, podle níž byl pojmenován rod z čeledi vřesovcovitých kasiope (Cassiope).[8]

## Galerie

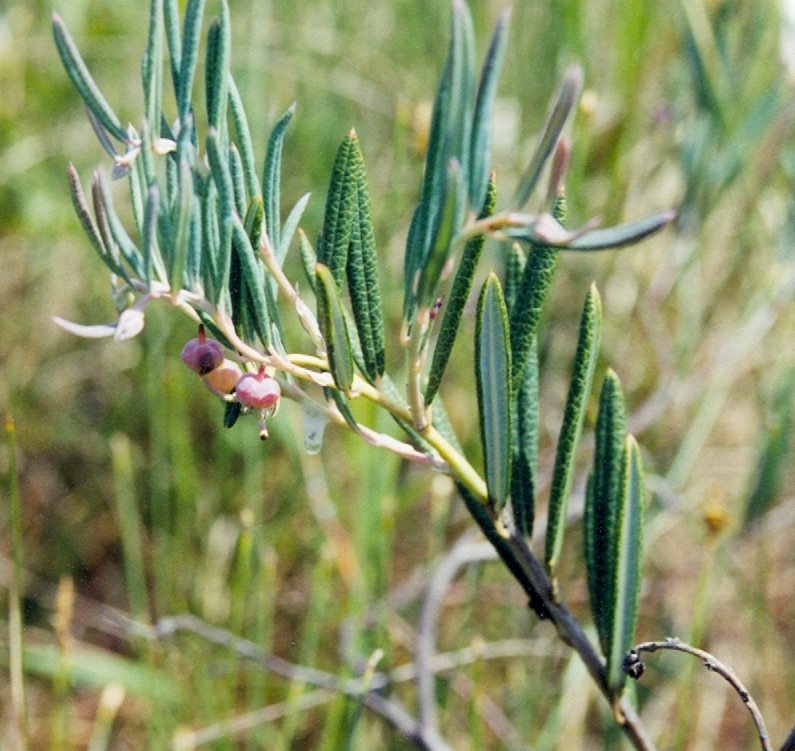
Kyhanka bažinná Andromeda polifolia, Pancake Bay, Ontario
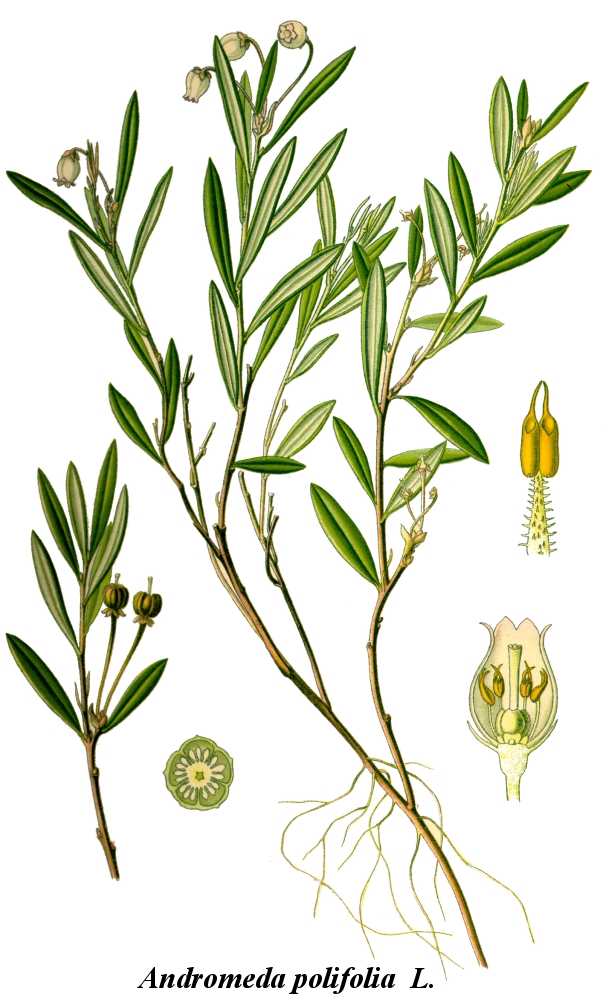
Ilustrace